# Huntress (Helena Bertinelli)
Pour les articles homonymes, voir Huntress et Bertinelli.
Helena Rosa Bertinelli est un personnage de fiction créé par Joey Cavalieri et Joe Staton dans le comics Huntress #1 en 1989. Elle a porté le costume de Batgirl (en 1999) et porte le costume d'Huntress.

## Biographie fictive
Une première Huntress a vécu sur Terre II. Il s'agit d'Helena Wayne. À la suite de Crisis, elle a disparu des mémoires. Elle n'a aucun lien avec sa successeure si ce n'est le costume. La Huntress actuelle est Helena Rosa Bertinelli.
Helena Bertinelli est née dans l’une des familles la plus importantes de la mafia de Gotham City, les Bertinelli. Alors qu’elle croit que son père est Franco Bertinelli, elle découvre que son vrai père est Don Santo Cassamento, leader d’une famille rivale, qui a eu une relation avec sa mère Maria. Quand un capo appelé Mandragora ordonne l’assassinat de toute la famille Bertinelli, Cassamento, son subalterne de l’époque, donne l’ordre d’épargner Maria mais l’assassin ne comprit pas correctement le message et épargna sa fille de huit ans, Helena, à sa place.
À la suite de ce drame, la famille maternelle d'Héléna l’envoie en Sicile pour vivre avec ses cousins, les Asaros, une famille d’assassins. Psychologiquement marquée, Helena veut faire la guerre au milieu criminel et spécialement la mafia. De 11 à 15 ans, son cousin Sal lui apprend une grande variété de techniques de combat à mains nues ou armées qu’elle utilise à son retour à Gotham. Elle devient la justicière Huntress.
Des années plus tard, à la suite des conseils de Richard Dragon et d'un peu d’aide de Question, qui est amoureux d'elle, Helena découvrit la vérité sur ses origines et l’extermination de sa famille. Elle se confronte à Cassamento qui lui déclare qu’il révélerait son identité aux autres mafieux si elle ne travaillait pas pour lui. Pour préserver son identité, elle s'allie à son oncle maternel Tomaso Panessa qui tue Cassamento pour elle.
Batman réprouve les méthodes d'Huntress, la trouvant trop imprévisible et violente. Il soutient pourtant sa candidature comme membre de la Ligue de justice d'Amérique. Ainsi, il peut garder un œil sur elle et disposer de soutiens dans l'équipe. Finalement, Helena est exclue de la JLA lorsqu'elle tente de tuer de sang-froid Prometheus.
Après cela, un tremblement de terre ravage Gotham City. Le gouvernement des États-Unis déclare Gotham City « No Man's Land » et Batman disparaît. Pour ramener l'ordre dans la ville, Huntress porte temporairement le costume de Batgirl. Elle découvre que les criminels ont plus peur d'elle que lorsqu'elle est Huntress. Quand Batman revient, il accepte qu'Helena garde le costume de Batgirl mais à la première incartade, il demandera sa démission. Helena/Batgirl échoue dans sa mission de protéger le territoire de Batman face à Double-Face et son gang de plus de 200 criminels, alors que Batman est inconscient et ligoté. Ce dernier la tient pour responsable et lui retire le costume de Batgirl.
Plus tard, Huntress est abattue de plusieurs coups de feu par Le Joker alors qu'elle l'empêchait de kidnapper et de tuer les enfants nouveau-nés de Gotham City. Elle survit et semble gagner temporairement le respect de Batman.
Huntress fait désormais équipe avec Oracle et Black Canary dont elle devient une amie proche.

### New 52
Dans la nouvelle continuité causé par Flashpoint, Helena Wayne est une agente de Spyral et la partenaire de Dick Grayson.

### Biographies alternatives
Dans La Nouvelle Ligue des justiciers (Justice League Unlimited), Huntress apparait d'abord comme partenaire et compagne de Question. Ensuite, c'est sa soif de vengeance qui est mise en avant. Huntress poursuit l'assassin de ses parents, Steven Mandragora. Green Arrow et Black Canary suivent Huntress pour la trouver prête à tuer Mandragora, jusqu'à ce que Question la calme et que le fils de Mandragora apparaisse. Cette violence lui vaut son exclusion de la Ligue de justice d'Amérique. Plus tard, Huntress aide Question à démanteler une conspiration clandestine du gouvernement contre la Ligue. Elle l'aide plus tard, avec le soutien de Superman, à s'échapper du Projet Cadmus après avoir qu'il ait été capturé et torturé.
Dans Birds of Prey, Huntress est la fille de Batman, qui a disparu après la mort de sa mère, Catwoman. Huntress travaille avec Oracle et la fille de Black Canary. Elles sont les principales combattantes du crime de Gotham City. Dans cette série, elle a des super-pouvoirs.
Dans Arrow, Huntress est l'amie d'Oliver Queen, alias Green Arrow. Elle le rencontre lorsque celui-ci enquête sur le criminel ayant tiré sur sa mère. De son côté, Helena nourrit une haine féroce contre son père, qui a fait assassiner son fiancé Michael. Voyant du potentiel chez elle, Oliver la convainc de devenir une justicière et d'œuvrer à ses côtés, mais Helena retombe vite dans ses travers et se fait arrêter, une fois que son père est mort.

## Description

### Physique
Helena alias Huntress a des cheveux et des yeux sombres généralement. Dans la série télévisée Arrow, elle est la petite amie de Oliver Queen, sa beauté gothique et simple la rend très séduisante.

### Personnalité
C'est une fille plutôt agressive, secrète et discrète. Elle déteste également la mafia et particulièrement son père, qu'elle a juré de détruire.

## Œuvres où le personnage apparaît

### Série animée
- La Ligue des justiciers (Justice League puis Justice League Unlimited, 91 épisodes, Paul Dini, Bruce Timm, 2001-2006) avec Amy Acker (VF : Caroline Maillard)
- Batman : L'Alliance des héros (Batman: The Brave and the Bold, James Tucker, 2008-2011) avec Tara Strong (VF : Barbara Beretta)

### Série
- Le personnage de Helena Bertinelli apparaît dans la récente série américaine Arrow (basé sur Green Arrow) à partir de l'épisode 7 de la saison 1. Elle y est interprétée par Jessica De Gouw (VF : Victoria Grosbois). Comme dans le comics Huntress, elle est née dans une famille importante de la mafia de Starling City qu'elle décide de combattre après la mort de son fiancé.

### Films
- Helena Bertinelli apparait dans le film Birds of Prey, elle y est interprétée par Mary Elizabeth Winstead (VF : Laëtitia Lefebvre).

### Jeux vidéo
- Justice League Heroes
- DC Universe Online
- Lego Batman 2: DC Super Heroes